# قلعه زابلی
قلعه مهرستان(زابلی) مربوط به سدهٔ ۹ و ۱۰ ه.ق است و در شهرستان مهرستان، حاشیه شهر مهرستان واقع شده و این اثر در تاریخ ۷ آذر ۱۳۸۳ با شمارهٔ ثبت ۱۱۲۴۱ به‌عنوان یکی از آثار ملی ایران به ثبت رسیده است.